# Keresztény kommunizmus

Kereszténykommunista szimbólum

A keresztény kommunizmus a keresztényszocializmus radikális változata. Olyan teológiai világnézet, amelynek alapja az az elképzelés, hogy Jézus Krisztus tanításai arra késztetik a keresztényeket, hogy támogassák a kommunizmust mint a legmegfelelőbb társadalmi rendszert. Habár nincs általános megegyezés a keresztény kommunizmus gyökereiről, a keresztény kommunisták állítják: a Biblia alapján az első keresztények – beleértve az apostolokat – saját maguk által kialakított kommunista (közös tulajdonú) közösségben éltek a Jézus halálát és feltámadását követő években. Ezt a történészek általában megerősítik.
Az Apostolok cselekedetei például ezt írja az első keresztényekről:
```
„Félelem fogott el mindenkit, mert az apostolok révén sok csoda és jel történt Jeruzsálemben. A hívek mind ugyanazon a helyen tartózkodtak, és közös volt mindenük. Birtokaikat és javaikat eladták, s az árát szétosztották azok közt, akik szükséget szenvedtek.”
 (Apcsel 2:44-45)
```

A Szentírásnak vannak más részei vagy könyvei, amelyek egybevágnak a kommunizmus számos elvével. Ilyen Mikeás könyve. Mikeás egyszerű paraszti közösségből származott. Büszkén vállalta származását, és keményen bírálta az elvilágiasodott, számos vallási előírást figyelmen kívül hagyó városi közeget, ahol a zsidó főpapok vagyonszerzésre törekedtek. Prófétai beszédeiben elsősorban a vidéki nép elégedetlenségéről szólt, támadta a vidék kifosztóit, akik „megkívánják a mezőket, el is rabolják”, akik „megeszitek népem húsát, bőrüket lenyúzzátok róluk, csontjaikat összezúzzátok, feldaraboljátok, mint a fazékba valót, mint a húst az üstbe”.
Jézusnak - a farizeusok nagy része mellett - sok konfliktusa akadt a szadduceusokkal is, akik tanításaikban tagadták a túlvilági életet. Vallástörténészek szerint mindez arra szolgált, hogy szabaddá tegyék az élet örömeinek élvezetét.
Magyarországon a XX. században Gellért Oszkár volt nagy képviselője.

## Bibliai hivatkozások
A keresztény kommunista eszme leginkább az Újszövetségre támaszkodik.
```
„Eképpen azért valaki közületek búcsút nem vesz minden javaitól, nem lehet az én tanítványom”
[
4
]
 és 
„mondom nektek: könnyebb a tevének átmenni a tű fokán, mint a gazdagnak Isten országába jutni.”
.
[
5
]

„A hívek sokaságának pedig egy volt a szíve-lelke. Egyikük sem mondott semmit sem a magáénak a birtokából, hanem mindenük közös volt.”
 
[
6
]
```